# Aidan Farrelly

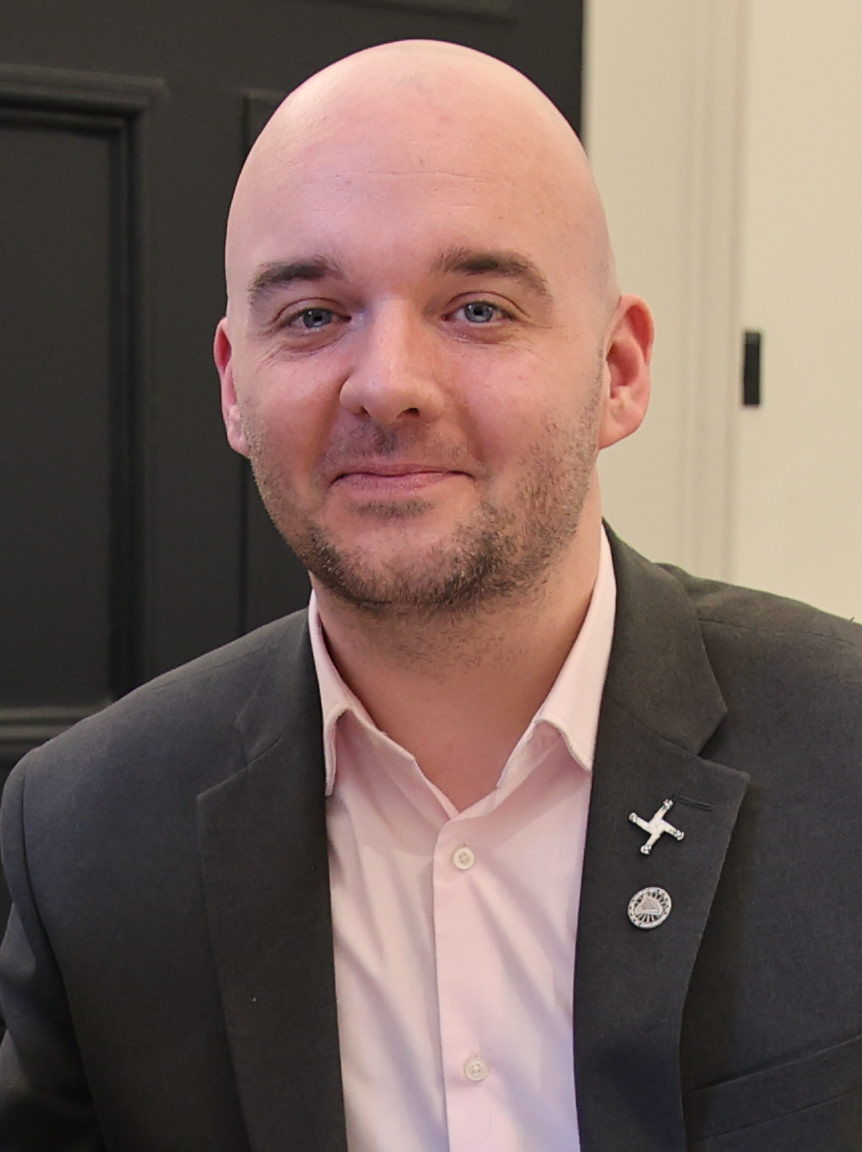
Aidan Farrelly (2024)

Aidan Farrelly (* 1986 oder 1987) ist ein irischer Politiker der Social Democrats (Daonlathaigh Shóisialta), der seit 2024 Mitglied (Teachta Dála) des Dáil Éireann, des Unterhauses des Parlaments (Oireachtas), ist.

## Leben
Aidan Farrelly studierte Sozialwissenschaften und Soziale Arbeit. Seinen Master und seine Promotion erfolgten an der Maynooth University.
Farrelly wurde 2019 in den Kildare County Council gewählt. 2023 wurde er Mitglied im National Youth Council of Ireland als Forschungsbeauftragte. Bei den Wahlen zum Dáil Éireann 2024 trat er als Kandidat im Wahlkreis Kildare North an und errang einen Sitz.

## Privates
Aidan Farrelly ist mit Aisling verheiratet und hat mit ihr drei Kinder. 